# Camponotus caracalla
Camponotus caracalla är en myrart som beskrevs av Auguste-Henri Forel 1912. Camponotus caracalla ingår i släktet hästmyror, och familjen myror. Inga underarter finns listade.